# KT Corporation
KT Corporation (anteriormente conocida como Korea Telecom; en coreano: 통신 한국) (NYSE: KTC) es una destacada compañía de Corea del Sur proveedora de servicios integrados de telecomunicaciones alámbricas e inalámbricas.
KT se dedica a las tecnologías de la información y comunicación y en Corea del Sur cuenta con la mayor participación de usuarios de servicios de telefonía local e Internet de alta velocidad. KT seguirá a la cabeza del mercado mundial en esta era de la convergencia entre voz y datos, alámbricos e inalámbricos, la radiodifusión y las telecomunicaciones. KT ha sido la compañía de telecomunicaciones N º 1 en Corea del Sur desde que se fusionó con KTF.

## Fusión con KTF
El 1 de junio de 2009, KT y KTF (unidad móvil) se fusionaron para formar una empresa bajo la marca KT. Tras esta unión KT reveló su visión de convertirse en líder de convergencia global de las TIC (Tecnología de la Información y Comunicación) centrándose en fomentar el negocio de convergencia fija móvil. La entidad fusionada maximizara la competencia inalámbrica para extenderse en negocios internacionales. la expansión de WiMAX y otros servicios inalámbricos contribuirán al fortalecimiento de nuestra presencia global.

## Consejo Administrativo
Directores
Chae Suk-Lee, director general ㅣ Hyeon-Myung Pyo, director ㅣ Sang-hoon Lee, director
Directores externos
Eung-Han Kim, director / Presidente de la Junta ㅣ Jung-seok Vaya, director y presidente de Operaciones Vinculadas Comité ㅣ Joon Park, Director y Presidente del Comité de Auditoría ㅣ Chun-ho Lee, Director y Presidente del Comité de Gobierno Corporativo ㅣ Jeung- Soo Huh, Director y Presidente del Comité de Evaluación y Compensaciónㅣ Jong-hwan, director ㅣ Hae-bang Chung, Director ㅣ Chan-jin Lee, Director

## Negocios
Negocio de Datos Móviles (Mobile Data Biz)
KT proporciona una red total sin excepciones y servicios de computación en nube. Cuenta con la mejor red de WiFi en el mundo y la mejor cobertura de WiMAX a nivel nacional, satisfaciendo las necesidades de los clientes accediendo a cualquier aplicación / datos, desde cualquier lugar y con cualquier dispositivo. La estrategia 3W (Wi-Fi, WiBro, WCDMA) es la mejor manera de manejar el aumento drástico de la utilización de datos por Internet personalizado, impulsado por teléfonos inteligentes y la red de 3W. Las múltiples redes alambrica / inalámbrica que posee KT son las mejores que se ofrecen en Asia, permitiéndonos estar más capacitados frente a la competencia en cuanto al aumento de datos móviles en diferentes formas (HSBC, junio de 2010).
Negocios FTTH
La mayoría de los usuarios posee 100 Mbps a base de fibra óptica con la mayor velocidad media en el mundo. KT tiene ingenieros expertos, un sistema eficiente de gestión de redes y una red eficiente de FTTH desplegada utilizando una herramienta de diseño automático de redes.

## Historia
En la vanguardia de la era digital, KT ha estado encabezando los avances en la tecnología de la información en Corea desde su creación en 1981. El primer hito de KT fue en 1993 cuando superó los 20 millones de usuarios en líneas telefónicas. Esto fue seguido por el lanzamiento del primer satélite de telecomunicaciones de Corea en 1995. En el 2004 KT superó la base de suscriptores a Internet de alta velocidad de 6 millones y se introdujo el primer servicio comercial de WiBro dos años más tarde. En 2007 KT ha lanzado el primer servicio IPTV llamado QOOK TV en Corea, que combina las telecomunicaciones con la radiodifusión.
El 20 de agosto de 1885, se estableció el Ministerio de Telegrafía Hansung, como la primera Autoridad de Telecomunicaciones en Corea, y el 10 de diciembre de 1981, fue fundada la Autoridad del estado Korea Telecom.
1982-1991: Comienzo del servicio de Comunicación PC, HiTEL
- 1 de enero de 1983: primera instalación de teléfonos públicos coreanos tipo DDD
- 1 de agosto de 1983: comienzo del servicio de marcado internacional (DSI)
- 25 de abril de 1984: sistema de conmutación telefónica TDX-1 totalmente digitalizado y desarrollado
- 25 de julio de 1984: Apertura de Red de paquetes de intercambio de datos aéreos
- 29 de octubre de 1984: Completado el Centro de Telecomunicaciones Kwanghwamun, sede previa de KT
- 28 de septiembre de 1985: Celebración del Centenario de las telecomunicaciones
- 1 de marzo de 1986: inició el servicio Tone & display
- 14 de marzo de 1986: funcionamiento TDX-1
- 30 de septiembre de 1987: La capacidad de conmutación telefónica superó los 10 millones de líneas
- 10 de julio de 1990: se completó el sistema de cable óptico submarino
- 9 de septiembre de 1991: inició el servicio HiTEL, servicio de comunicación PC líder en Corea
- 3 de diciembre de 1991: se generó competencia en el mercado de llamadas a larga distancia

1992-1997: Lanzó Koreasat 1, primer satélite de Corea del Sur
- 25 de septiembre de 1992: inicio prueba del servicio de satélite nacional
- 29 de diciembre de 1993: comienza servicio comercial IDSN
- 10 de marzo de 1994: empieza a despegar túneles de cables de comunicación bajo tierra
- 20 de junio de 1994: se presentó el servicio de Internet comercial, Kornet
- 5 de agosto de 1995: fue lanzado el primer satélite de Corea, Koreasat 1
- 1 de enero de 1996: se generó competencia en el mercado de llamadas a larga distancia
- 14 de enero de 1996: fue lanzado el segundo satélite de Corea, Koreasat 2
- 7 de mayo de 1997: las suscripciones de teléfono superaron los 20 millones
- 1 de octubre de 1997: KT convertido en una empresa de participación mixta
- 6 de noviembre de 1997: Las líneas de teléfono conectado al sistema de TDX supera los 10 millones
- 9 de diciembre de 1997: KT electo Lee Kye-Cheol como presidente, acorde con el sistema de empresa privada

1998-2001: Lanzamiento de acciones de KT en la Bolsa de Corea
- 11 de septiembre de 1998: La sede de KT fue trasladado de Kwanghwamun a Bundang
- 23 de diciembre de 1998: KT cotiza acciones en la Bolsa de Corea
- 26 de mayo de 1999: KT cotiza certificados de depósito (DR) en bolsas de valores extranjeras
- 1 de junio de 1999: comercialización de Internet de alta velocidad, ADSL
- 5 de septiembre de 1999: lanzamiento exitoso del satélite Moogoonghwa 3
- 27 de octubre de 1999: Proclamación de la visión para el nuevo milenio: líder del mundo cibernético
- 16 de mayo de 2000: Lanzamiento del Data Center más grande de Asia, Korea Telecom-Internet Data Center(KT-IDC)
- 15 de junio de 2000: Finalización del contrato para adquirir Hansol M.com
- 2 de julio de 2000: Integración de los códigos regionales para las llamadas interurbanas
- 14 de agosto de 2000: Conexión exitosa del a primera red de fibra óptica entre Corea del Sur y Corea del Norte (Seúl-Panmunjum-Pyeongyang)
- 25 de octubre de 2000: Designación como socio oficial para el área de información y telecomunicaciones de la Copa Mundial 2002
- 15 de diciembre de 2000: Gana licencia para las IMT-2000
- 19 de diciembre de 2000: Adquisición de licencia para servicios de televisión por satélite (Korea Digital Satellite Broadcasting)
- 2 de mayo de 2001: Nació la empresa de comunicación móvil de Corea KTF
- 29 de junio de 2001: Segunda emisión de certificados de depósito en el extranjero
- 11 de diciembre de 2001: Cambio de nombre de la empresa y declaración de nueva identidad corporativa
- 22 de diciembre de 2001: Acuerdo de Asociación Estratégica con Microsoft, EE. UU.

2002-2007: KT Declaración de KT como empresa totalmente privatizada
- 31 de mayo de 2002: Éxito de asistencia de telecomunicaciones para la "Copa Mundial FIFA 2002 Corea / Japón"
- 20 de agosto de 2002: KT se declara como empresa totalmente privatizada
- 3 de abril de 2003: Presentación del Programa de Innovación Calidad, "Six Sigma"
- 6 de mayo de 2003: KT seleccionada como compañía líder en excelencia de gobierno corporativo para Asia
- 4 de junio de 2003: Servicio Lanzado la tarjeta inteligente "1'ts"
- 1 de septiembre de 2003: KT abre el ADSL por primera vez en Vietnam
- 17 de octubre de 2003: KT decide disminuir 6 millones de acciones de sus propias acciones
- 10 de noviembre de 2004: KT lanzó “Ann” nuevo servicio de línea telefónica fija con características de valor añadido, incluidos los SMS.
- 10 de enero de 2005: KT lanza el primer servicio de FTTH, basado en WDM-PON
- 20 de enero de 2005: KT lidera el mercado de Internet móvil
- 13 de marzo de 2005: Finaliza prueba exitosa de la primera red inalámbrica IPv6 de Corea
- 29 de marzo de 2005: KT Clasifica como el primer NCSI (Índice Nacional de Satisfacción del Cliente) en todas las áreas de comunicación fija
- 23 de junio de 2005: KT es la mejor compañía en la gestión empresarial durante cuatro años consecutivos
- 6 de octubre de 2005: Nuevo eslogan corporativo Wonder Management: “Life is Wonderful”
- 20 de diciembre de 2005: Modernización de la Red de Comunicación de Bangladés
- 28 de diciembre de 2005: Apertura del Centro de Comunicación de entre Corea del Norte y Corea del Sur en el Complejo Industrial Gaeseong
- 11 de abril de 2006: KT puesto Clasifica como el primer NCSI en cuatro áreas
- 20 de febrero de 2007: presentó el servicio de WiBro (WiMax) por primera vez el mundo
- 20 de julio de 2007: más de 1 millón de suscriptores en NTC (Nueva Telecom Company), filial en Rusia
- 30 de julio de 2007: Se lanzó el primer servicio de IPTV en Corea del Sur

2008-2010: Fusión con KTF, la unidad móvil
- 1 de julio de 2008: Lanzamiento de paquetes de Internet y móvil con el 50% de descuento en plan básico
- 18 de noviembre de 2008: Lanzamiento del servicio de IPTV en tiempo real en Corea del Sur
- 14 de enero de 2009: Chae Suk-Lee, exministro de información y comunicación, fue nombrado como director general
- 8 de abril de 2009: publicación de la nueva marca de servicio hogar "QOOK"
- 26 de mayo de 2009: ampliación del servicio WiBro en África como Argelia y Ruanda
- 11 de agosto de 2009: publicación de la nueva marca de KT, "olleh"
- 30 de noviembre de 2009: lanzamiento de iPhone en Corea del Sur
- 15 de agosto de 2010: puesta en marcha del servicio de almacenamiento en nube personal "Ucloud"
- Septiembre de 2010: asignado al miembro de Sustainability Index World de Dow Jones

## Productos
- KT Biz (servicio de solución)
- KT QOOK telephone (teléfono)
- KT QOOK Internet (servicio de banda ancha, incluyendo FTTH)
- KT QOOK Internetphone (teléfono vía internet)
- KT QOOK TV (IPTV)
- KT QOOK Bookcafe
- KT Show (móvil)
- KT Show WIBRO
- KT olleh WiFi
- KT ollehshop (tiendas en línea)
- KT ollehmarket (Tienda de aplicaciones)
- KT Overseas telephone 001 (llamadas internacionales)

## Subsidiarias KT
- KT ds: servicios de TI, fundada 1 de agosto de 2008
- KT Capital: Servicio de Financiación
- KT Commerce: servicio 2C, servicios B2C, fundada 23 de mayo de 2002
- KT Hitel: comunicación de datos, fundada 9 de diciembre de 1991
- KT Linkus: mantenimiento de teléfonos públicos, fundada 21 de mayo de 1986
- KT mhows: mercadeo móvil, fundada 12 de octubre de 2001
- KT Music: Etiqueta de grabación, fundada 7 de febrero de 1991
- KT Networks: Administración Grupo de teléfono, fundada 17 de abril de 1995
- KT Powertel: radio troncal del sistema empresarial, fundada 1 de agosto de 1988
- KT Rental: Alquiler de servicios, fundada 21 de noviembre de 2004
- KT Submarine: construcción y mantenimiento de cable submarino, fundada 30 de diciembre de 1985
- KT tech: fabricación de dispositivos celulares PCS, fundada 20 de octubre de 2001
- KT Telecop: Servicio de seguridad
- Sidus FNH: producción y la entrega de películas
- KT kumhorent: servicio de renta de Automóvil